# 王名衡
王名衡（1912年8月10日—1984年4月13日）又名王若海，笔名天蓝、白木、白木次郎，江西南昌人，中华民国及中华人民共和国作家、诗人。

## 生平
少年时在家乡南昌王家村读私塾。1926年，在南昌心远中学念初中时，王名衡开始发表旧体诗。1932年，王名衡发表了第一首新诗《一个苍蝇的自杀》。同年，考入浙江大学。因参加学生运动而被开除。随后转入燕京大学外文系。1935年，任北平左冀作家联盟委员兼出版委员，主编北平左翼作家联盟机关刊物《联合文学》，同时主编北平各大学文艺青年团体的刊物《大学文艺》。同年9月加入中华民族解放先锋队。他还创作并发表了许多自由体诗歌。1935年参加北平一二·九运动并任10个学生支队的支队长之一。
1937年春，经中共北平市委某位负责人介绍，来到黄河八路军防区，在山西临汾参加八路军，由一位罗将军介绍赴延安。1938年到延安，后在山西八路军总司令部任秘书、翻译及《前线》杂志助理编辑。在山西前线，他创作出一批反映抗战生活的诗歌。调回延安后，1938年加入中国共产党。历任军委总政治部通讯股股长、火线通讯社社长。1943年任鲁迅艺术文学院教员、文学编译科科长、文学系党支部书记。在延安期间，写出《队长骑马去了》等诗歌，参加了《马克思、恩格斯、列宁、斯大林论文艺》一书的翻译。
1945年，作为赴东北干部大队领导之一率队开赴中国东北，曾任黑龙江勃利土改工作团团长，曾经主编中共辽西省委机关报《胜利报》主编、西满分局机关报《西满日报》副主编、《东北工人》报主编，还曾任东北总工会宣传部长、本溪煤铁公司铁矿部部长。1947年，任《北满日报》主编，在《新华日报》、《东北日报》、《人民日报》发表许多文章。
中华人民共和国成立后，1949年任东北煤矿总工会副主席。1952年调任中央高级党校语文教研室主任。1952年加入中国作家协会。1956年受“胡风反革命集团案”牵连。1958年在反右运动中被划为“右派”，下放到中共山西省委党校任资料员。1966年文革中下放到保德县农村务农。1978年获得平反，调到山西省社会科学研究所任负责人，从事文学、美学等研究及翻译工作。1982年调任北京中国社会科学院文学研究所研究员。
1984年4月13日，王名衡病逝。

## 著作
- 诗集《像太阳般升起》、《队长骑马去了》、《预言》、《天蓝诗选》
- 译著《演剧教程》、《马克思、恩格斯、列宁、斯大林论文艺》、《马克思致库格曼书信集》、《演剧教程》、达·芬奇《美学笔记》、亚里士多德《诗学》
- 歌剧剧本《军民进行曲》（合作）
- 歌曲《九一八大合唱》（合作）、《开荒》（合作）
- 《共产党宣言》注释[1][4]